# Cyril Papoušek
Cyril Papoušek (19. června 1863 Malé Všelisy – 8. prosince 1936 Malé Všelisy) byl rakouský a český politik, na počátku 20. století poslanec Českého zemského sněmu.

## Biografie
V období let 1891–1912 působil jako starosta rodných Malých Všelis, v letech 1895–1928 zastával i funkci okresního starosty. V období let 1911–1930 navíc působil na postu předsedy Svazu českých okresů.
Počátkem 20. století se zapojil i do zemské politiky a ve volbách v roce 1901 byl zvolen do Českého zemského sněmu v kurii venkovských obcí (volební obvod Mladá Boleslav, Mnichovo Hradiště, Bělá pod Bezdězem). Uvádí se jako člen mladočeské strany. Mandát obhájil i ve volbách v roce 1908, nyní ovšem jako kandidát České agrární strany.